# دانييل كورين
دانييل كورين (بالإنجليزية: Daniel Koren)‏ هو موسيقي أمريكي، ولد في 23 يناير 1984 في ريشون لتسيون في إسرائيل.

## روابط خارجية
- دانييل كورين على موقع IMDb (الإنجليزية)